# یودوکیا مکشیلو
یودوکیا مکشیلو (روسی: Евдокия Пантелеевна Мекшило؛ ۲۳ مارس ۱۹۳۱ – ۱۶ ژانویهٔ ۲۰۱۳) اسکی‌باز صحرانوردی اهل اتحاد جماهیر شوروی سوسیالیستی بود. او در بازی‌های المپیک زمستانی ۱۹۶۴ در ماده ۳×۵ کیلومتر مدال طلا و در ماده ۱۰ کیلومتر مدال نقره به دست آورد.